# 81-й Нью-Йоркский пехотный полк
81-й Нью-Йоркский добровольческий пехотный полк (англ. 81st New York Volunteer Infantry Regiment), известный так же как «2nd Oswego Regiment» или «Mohawk Rangers» — один из пехотных полков армии Союза во время Гражданской войны в США. Полк был сформирован в начале 1862 года, участвовал в кампании на полуострове в составе дивизии Джона Пека, затем служил в Вирджинии и Северной Каролине и был задействован в последних кампаниях войны: сражался при Колд-Харбор, при Питерсберге и участвовал в Аппоматтоксской кампании. Расформирован в августе 1865 года.